# Liste der Biografien/Niy
Liste der Biografien |
Portal Biografien |
Personensuche
# |
A |
B |
C |
D |
E |
F |
G |
H |
I |
J |
K |
L |
M |
N |
O |
P |
Q |
R |
S |
T |
U |
V |
W |
X |
Y |
Z |
?
 
Na |
Nb |
Nc |
Nd |
Ne |
Nf |
Ng |
Nh |
Ni |
Nj |
Nk |
Nl |
Nm |
Nn |
No |
Nr |
Ns |
Nt |
Nu |
Nv |
Nw |
Nx |
Ny |
Nz
 
Nia |
Nib |
Nic |
Nid |
Nie |
Nif |
Nig |
Nih |
Nii |
Nij |
Nik |
Nil |
Nim |
Nin |
Nio |
Nip |
Niq |
Nir |
Nis |
Nit |
Niu |
Niv |
Niw |
Nix |
Niy |
Niz
Die Liste der Biografien führt alle Personen auf, die in der deutschsprachigen Wikipedia einen Artikel haben. Dieses ist eine Teilliste mit 15 Einträgen von Personen, deren Namen mit den Buchstaben „Niy“ beginnt.

## Niy

### Niya
- Niyaz, Recep (* 1995), türkischer Fußballspieler
- Niyazi Bey, Ahmed (1873–1913), türkischer Politiker und Militär
- Niýazowa, Muza (* 1938), turkmenische First Lady

### Niyi
- Niyibizi, Alain Patience (* 1985), ruandischer Schachspieler und -funktionär

### Niyo
- Niyomukunzi, Francine (* 1999), burundische Langstreckenläuferin
- Niyongabo, Vénuste (* 1973), burundischer Mittel- und Langstreckenläufer
- Niyonizigiye, Francine (* 1988), burundische Langstreckenläuferin
- Niyonkuru, Abraham (* 1989), burundischer Langstreckenläufer
- Niyonkuru, Emmanuel (1962–2017), burundischer Politiker
- Niyonkuru, Vladimir (* 1983), burundischer Fußballtorhüter
- Niyonsaba, Francine (* 1993), burundische Leichtathletin
- Niyonshuti, Adrien (* 1987), ruandischer Straßenradrennfahrer
- Niyoyabikoze, Emmanuel (* 1994), burundischer Entbindungspfleger, Krankenpfleger und Umweltaktivist
- Niyoziy, Hamza Hakimzoda (1889–1929), usbekischer Schriftsteller und Komponist
- Niyozova, Umida (* 1975), usbekische Journalistin und Menschenrechtlerin